# 果てぬ村のミナ
『果てぬ村のミナ』（はてぬむらのミナ）は、2012年の日本の映画である。
過疎化が進む中山間地域を舞台にした青春ファンタジー。
女優・土屋太鳳の初主演作。ヒロインである、歳をとらない不思議な少女「神菜（ミナ）」を演じた。
地域活性化プロジェクトの一環として、地元企業が呼びかけ製作。静岡県西部の中山間地にある浜松市天竜区水窪町でロケが行われた。

## キャスト
- 松下神菜 - 土屋太鳳
- 守屋耕助 - 石川湖太朗
- 鈴木瑠璃 - 木下かれん
- 松尾聰 - TIKARA
- 守屋悦司 - 小市慢太郎
- 松下フミ - 高田敏江
- 望月紗耶香 - 西山繭子
- 永山浩史 - 戸田昌宏
- 飯塚茂 - 斉木しげる
- 守屋ハル - 渡辺美佐子
- 栗原誠志 - 風間トオル

## スタッフ
- 監督 - 瀬木直貴
- プロデューサー - 上嶋常夫
- ラインプロデューサー - 谷尚明
- キャスティング - 太田勝己
- 脚本 - 桂いちほ
- 音楽 - 磯貝サイモン
- 撮影 - 水谷奨
- 照明 - 南所登
- 録音 - 渡辺丈彦
- 編集 - 目見田健
- 助監督 - 高明

## 受賞
- お蔵出し映画祭2013、審査員特別賞